# RSK Daruvar
Radnički SK je bivši nogometni klub iz Daruvara.

## Povijest
Prilikom likvidacije DONK-a kako nasljednik kluba osnovan je Radnički. Klub je započeo s djelovanjem početkom 1937. godine.
Prvi registrirani igrači kluba bili su:
Antun Pjetioki, Julius Leja, Josip Farkaš, Josip Kuzle, Veno Tihi, Stjepan Seljan, Mihajlo Hordi, Josip Zorko, Milan Davidović, Matija Zahoray, Zvonko Pavušek, Stjepan Hajek i Josip Mehler.
Klub je sredidnom srpnja 1939. promijenio ime u Hrvatski radnički športski klub Daruvar, a 1943. u Hrvatski nogometni krug Radnički. Klub je djelovao do 1944. godine.

### Članci
- Ambroš, Davor. 2022. Prvi daruvarski nogometni klubovi. Zbornik Janković. Ogranak Matice hrvatske u Daruvaru. Daruvar. 6 (7): 49–76